# NGC 3674
NGC 3674 este o galaxie lenticulară situată în constelația Ursa Mare. A fost descoperită în 8 aprilie 1793 de către William Herschel. Se află la o distanță de 33,4 de megaparseci de Pământ.